# Comuna Berezivka, Talalaiivka
Berezivka (în ucraineană Березівка) este o comună în raionul Talalaiivka, regiunea Cernihiv, Ucraina, formată din satele Berezivka (reședința), Koleadîn și Mîrne.

## Demografie
Componența lingvistică a comunei Berezivka
     Ucraineană (98,12%)
     Rusă (1,88%)
Conform recensământului din 2001, majoritatea populației comunei Berezivka era vorbitoare de ucraineană (98,12%), existând în minoritate și vorbitori de rusă (1,88%).